# Aegus laevicollis subnitidus
Aegus laevicollis subnitidus – podgatunek chrząszcza z rodziny jelonkowatych i podrodziny Lucaninae.

## Taksonomia
Takson ten został opisany w 1873 roku przez Charlesa Owena Waterhouse'a jako osobny gatunek Aegus subnitidus. W 1960 Nomura obniżył go do rangi podgatunku A. laevicollis i tak jest traktowany między innymi przez Kima i Kima. Według bazy BioLib.cz gatunek A. laevicollis jest synonimem A. eschscholtzii i prawidłowa nazwa podgatunku to Aegus eschscholtzii subnitidus.

## Opis
Ciało i odnóża czarne do brązowawoczarnych. Cienkie, bardzo długie canthi prawie całkiem dzielą oczy złożone na dwie części. Na goleniach środkowej pary odnóży obecne po 2 zęby boczne, a na goleniach tylnej pary po jednym. Samiec osiąga długość od 15,9 do 21,2 mm i ma smukłe, cylindryczne, łukowato do wewnątrz zakrzywione żuwaczki, opatrzone dwoma zębami u dużych i jednym zębem u małych osobników. Samica osiąga długość od 15,7 do 16,6 mm i ma krótkie, ostro zakończone żuwaczki, opatrzone jednym trójkątnym zębem wewnętrznym.

## Rozprzestrzenienie
Chrząszcz palearktyczny, znany z Japonii oraz Korei, w tym wysp Jejudo, Gageodo i Hongdo.